# Болотовский (приток Званы)
Болотовский — ручей в России, протекает в Весьегонском районе Тверской области, правый приток Званы, в нижнем течении называется Борковский.
Начинается примерно в 2 км на запад от деревни Улитино Ёгонского сельского поселения Весьегонского района Тверской области. Ручей течёт на запад, отклоняясь к югу мимо брошенной деревни Миндюкино В районе урочища Абакониха поворачивает на север, затем северо-запад, здесь ручей обозначается как Борковский. Ручей впадает в Звану в 62 км от её устья. Высота в устье 117,3 м Длина ручья составляет 10 км.

## Данные водного реестра
По данным государственного водного реестра России относится к Верхневолжскому бассейновому округу, водохозяйственный участок реки — Рыбинское водохранилище до Рыбинского гидроузла и впадающие в него реки, без рек Молога, Суда и Шексна от истока до Шекснинского гидроузла, речной подбассейн реки — Реки бассейна Рыбинского водохранилища. Речной бассейн реки — (Верхняя) Волга до Куйбышевского водохранилища (без бассейна Оки).
Код объекта в государственном водном реестре — 08010200412210000005150.